# ToneScript
ToneScript - это простой скриптовой язык для настройки тонального сигнала прохождения вызова в телефонных сетях. Данный язык используется в оборудовании Sipura, Linksys, Cisco для IP-телефонии.

## Описание
Тональный сигнал прохождения вызова - это особая последовательность аудио сигналов, использующаяся для предоставления звонящему статуса его звонка. Это может быть как последовательность звуков, так и одиночный тоновый сигнал. ToneScript - простой скриптовой язык, описывающий частоту, ритм и громкость звуковых тонов.

## Формат
- Длина записи ToneScript не превышает 120 символов.
- Тоновая последовательность может иметь не более 6 частотных компонентов {\displaystyle n_{k}}.
- Все длительности указаны в секундах. Секция описания ритма {\displaystyle Z_{i}} описывает свою длительность {\displaystyle D_{i}}, после чего идут до 6 подсекций {\displaystyle ZZ_{i,j}} с описанием параметров. Подсекции состоят из длительности звучания (* для непрерывного), длительности паузы и списка задействованных частотных компонент.
- FreqScript - это последовательность частот {\displaystyle F_{i}} в Герцах и их силы звука(громкости) {\displaystyle L_{i}} в децибелах dBm.
{\displaystyle FreqScript:=F_{1}}@{\displaystyle L_{1}[,F_{2}}@{\displaystyle L_{2}]}
- Tone Script состоит из списка частот и 1-2 секций описания ритма.

## Примеры
1. 350@-19,440@-19;10(*/0/1+2)
Это тон, который вы услышите сняв трубку в Америке. Состоит из двух частотных компонент:
Компонента 1 звучит на частоте 350 Гц с силой звука -19 dBm
Компонента 2 - 440 Гц с силой -19 dBm
Здесь 1 секция, задающая ритм:
Эта секция продолжается 10 секунд и содержит только одну подсекцию.
В этой подсекции длительность сигнала максимальна, затем идёт пауза в 0  секунд. Эта подсекция включает обе частотные компоненты (350 Гц и 440 Гц)
По окончании времени секций (в данном случае 10 секунд), начнётся выполнение новой команды. В данном случае будет считаться, что трубка снята случайно и начнётся последовательность сигналов Reorder tone.
2. 350@-19,440@-19;2(.2/.2/1+2);10(*/0/1+2)
Второй пример состоит из тех же двух частотных компонент
Компонента 1 звучит на частоте 350 Гц с силой звука -19 dBm
Компонента 2 - 440 Гц с силой -19 dBm

1. Здесь две секции, описывающих ритм
Первая секция продолжается 2 секунды и состоит из одной подсекции
Эта подсекция включает сигнал на 0.2 секунды с паузой в 0.2 секунды, что звучит, как короткие гудки. Эта подсекция включает обе частотные компоненты (350 Гц и 440 Гц)
Вторая секция продолжается 10 секунд и так же состоит из одной подсекции
В этой подсекции длительность сигнала максимальна, затем идёт пауза в 0  секунд. Эта подсекция включает обе частотные компоненты (350 Гц и 440 Гц)

## Североамериканские тоновые сигналы
| No | Name                          | ToneScript                                                     |
| -- | ----------------------------- | -------------------------------------------------------------- |
| 1  | Dial tone                     | 350@-19,440@-19;10(*/0/1+2)                                    |
| 2  | Second dial tone              | 420@-19,520@-19;10(*/0/1+2)                                    |
| 3  | Outside dial tone             | 420@-16;10(*/0/1)                                              |
| 4  | Prompt tone                   | 520@-19,620@-19;10(*/0/1+2)                                    |
| 5  | Busy tone                     | 480@-19,620@-19;10(.5/.5/1+2)                                  |
| 6  | Reorder tone                  | 480@-19,620@-19;10(.25/.25/1+2)                                |
| 7  | Howler/off-hook warning tone  | 480@-10,620@0;10(.125/.125/1+2)                                |
| 8  | Ringback tone                 | 440@-19,480@-19;*(2/4/1+2)                                     |
| 9  | Comfort tone                  | 600@-16;1(.25/.25/1)                                           |
| 10 | Special information tone SIT1 | 985@-16,1428@-16,1777@-16;20(.380/0/1,.380/0/2,.380/0/3,0/4/0) |
| 11 | Special information tone SIT2 | 914@-16,1371@-16,1777@-16;20(.274/0/1,.274/0/2,.380/0/3,0/4/0) |
| 12 | Special information tone SIT3 | 914@-16,1371@-16,1777@-16;20(.380/0/1,.380/0/2,.380/0/3,0/4/0) |
| 13 | Special information tone SIT4 | 985@-16,1371@-16,1777@-16;20(.380/0/1,.274/0/2,.380/0/3,0/4/0) |
| 14 | MWI Dial Tone                 | 350@-19,440@-19;2(.1/.1/1+2);10(*/0/1+2)                       |
| 15 | Call Forward Dial Tone        | 350@-19,440@-19;2(.2/.2/1+2);10(*/0/1+2)                       |
| 16 | holding tone                  | 600@-19;*(.1/.1/1,.1/.1/1,.1/9.5/1)                            |
| 17 | Conference call Tone          | 350@-19;20(.1/.1/1,.1/9.7/1)                                   |
| 18 | Call waiting tone             | 440@-10;30(.3/9.7/1)                                           |